# Diaulula sandiegensis
Diaulula sandiegensis är en snäckart som först beskrevs av James Graham Cooper 1863.  Diaulula sandiegensis ingår i släktet Diaulula och familjen Discodorididae. Inga underarter finns listade i Catalogue of Life.

## Bildgalleri

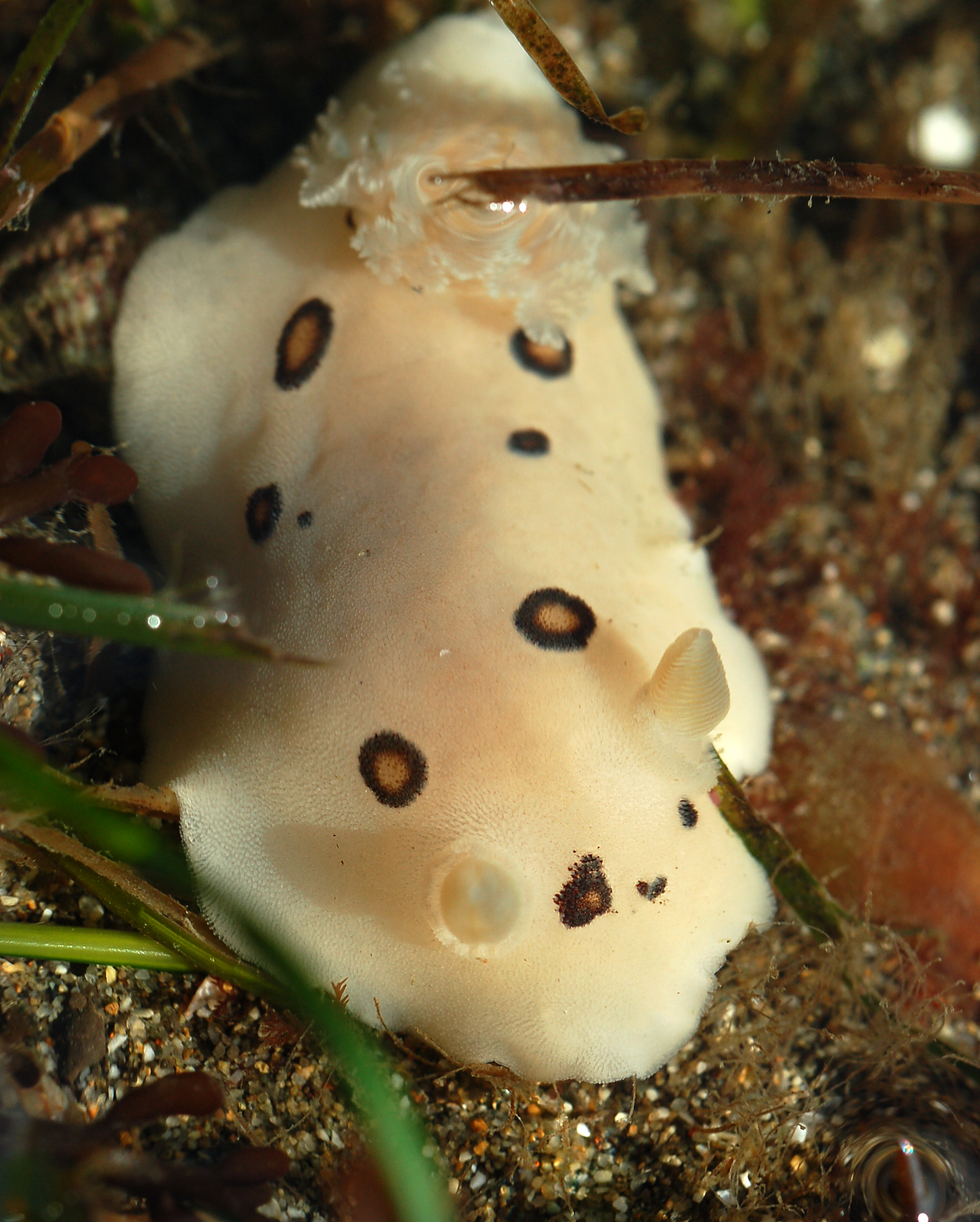
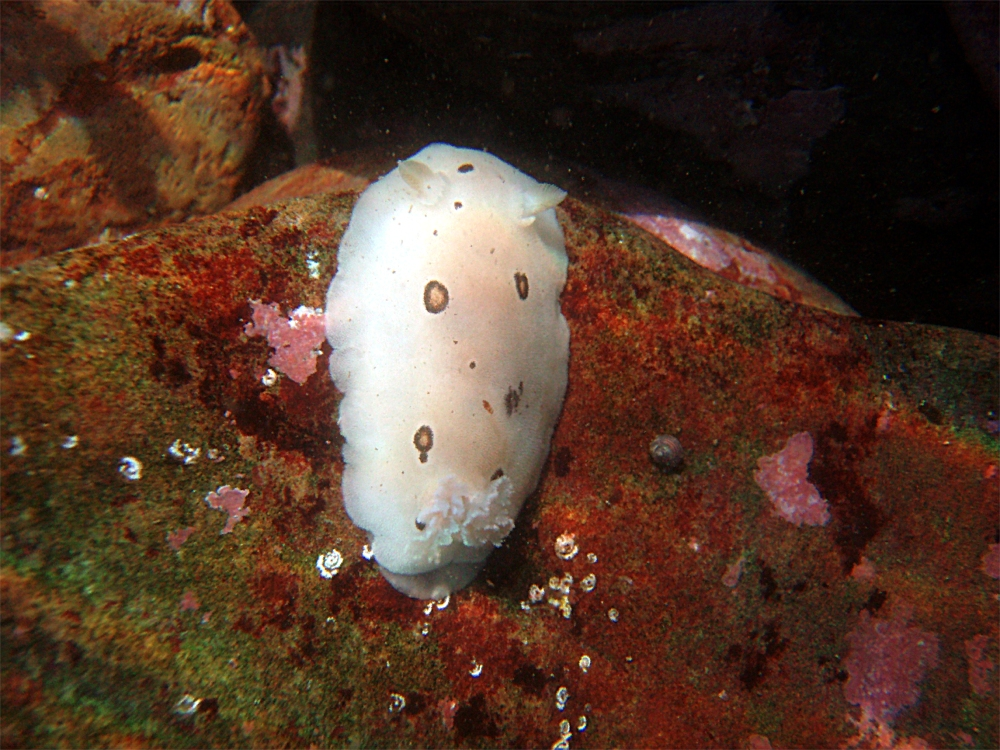